# Deutsche Fußball-Amateurmeisterschaft 1971
Deutscher Fußball-Amateurmeister 1971 wurde (zum dritten Mal in Folge) der SC Jülich. Im Finale in Würzburg gewann Jülich am 10. Juli 1971 mit 1:0 gegen die Amateure des VfB Stuttgart. Nach 1969 und 1970 gewann der SC Jülich 1910 die Deutsche Amateurmeisterschaft zum dritten Mal in Folge.

## Teilnehmende Mannschaften
Am Wettbewerb nahmen die Amateurmeister der damaligen 16 Landesverbände des DFB teil:
- VfB Kiel (Schleswig-Holstein)
- TSV Duwo 08 (Hamburg)
- Hastedter TSV (Bremen)
- Eintracht Braunschweig Amateure (Niedersachsen)
- Berliner SV 92 (Berlin)
- SC Jülich (Mittelrhein)
- Spielvereinigung Sterkrade 06/07 (Niederrhein)
- Sportfreunde Siegen (Westfalen)
- Sportfreunde Eisbachtal (Rheinland)
- VfR Kaiserslautern (Südwest)
- Sportfreunde Saarbrücken (Saarland)
- FSV Frankfurt (Hessen)
- VfB Stuttgart Amateure (Württemberg)
- 1. FC Pforzheim (Baden)
- FC Gottmadingen (Südbaden)
- SpVgg Weiden (Bayern)

## 1. Runde
|                            | Gesamt          |                          | Hinspiel | Rückspiel |
| -------------------------- | --------------- | ------------------------ | -------- | --------- |
| Berliner SV 92             | 1:4             | Sportfreunde Eisbachtal  | 0:2      | 1:2       |
| Eintracht Braunschweig (A) | 0:3             | SC Jülich                | 0:2      | 0:1       |
| FC Gottmadingen            | 3:3 (5:4 i. E.) | TSV Duwo 08              | 1:1      | 2:2 n. V. |
| 1. FC Pforzheim            | 4:1             | Sportfreunde Siegen      | 3:1      | 1:0       |
| Hastedter TSV              | 0:8             | FSV Frankfurt            | 0:5      | 0:3       |
| SpVgg Weiden               | 4:9             | VfB Stuttgart (A)        | 3:4      | 1:5       |
| Sterkrade 06/07            | 2:0             | VfB Kiel                 | 1:0      | 1:0       |
| VfR Kaiserslautern         | 4:1             | Sportfreunde Saarbrücken | 3:1      | 1:0       |

## 2. Runde
|                   | Gesamt |                          | Hinspiel | Rückspiel |
| ----------------- | ------ | ------------------------ | -------- | --------- |
| FC Gottmadingen   | 6:1    | Sportfreunde Saarbrücken | 4:1      | 2:0       |
| FSV Frankfurt     | 3:1    | Sterkrade 06/07          | 0:0      | 3:1       |
| SC Jülich         | 3:0    | Sportfreunde Eisbachtal  | 2:0      | 1:0       |
| VfB Stuttgart (A) | 12:10  | 1. FC Pforzheim          | 6:0      | 6:1       |

## Halbfinale
|                 | Gesamt |                   | Hinspiel | Rückspiel |
| --------------- | ------ | ----------------- | -------- | --------- |
| FC Gottmadingen | 1:6    | VfB Stuttgart (A) | 1:1      | 0:5       |
| FSV Frankfurt   | 1:3    | SC Jülich         | 0:1      | 1:2       |

## Finale
| SC Jülich                                                  | SC Jülich | VfB Stuttgart (Amateure) | VfB Stuttgart (Amateure) |
| ---------------------------------------------------------- | --- | --- | ------------------------ |
| SC Jülich                                                  | \| Samstag, 10. Juli 1971 in Würzburg (Stadion am Dallenberg) \| \| Ergebnis: 1:0 (1:0) \| \| Zuschauer: 6.000 \| \| Schiedsrichter: Klaus Ohmsen (Hamburg) \|                                                                | \| Samstag, 10. Juli 1971 in Würzburg (Stadion am Dallenberg) \| \| Ergebnis: 1:0 (1:0) \| \| Zuschauer: 6.000 \| \| Schiedsrichter: Klaus Ohmsen (Hamburg) \|                   | VfB Stuttgart (Amateure) |
| SC Jülich                                                  | Werner Kamper – Norbert Dolfus, Jochen Heck – Theo Fabry, Franz Barthels, Josef Görgens – Heinz Pelzer, Heinz Rick, Norbert Heinrichs (46., Hübsch), Lutz Ender, Rainer Henseler (30. Peter Aretz) Cheftrainer: Martin Luppen | Günter Sawitzki – Häfner, Koch, Hess, Gerd Komorowski – Jürgen Frank, Dieter Ungewitter, Karl Berger – Dieter Schwemmle, Wolfgang Frank, Werner Haaga Cheftrainer: Karl Bögelein | VfB Stuttgart (Amateure) |
| SC Jülich                                                  | 1:0 Ender (10.) | | VfB Stuttgart (Amateure) |
| Samstag, 10. Juli 1971 in Würzburg (Stadion am Dallenberg) | | |                          |
| Ergebnis: 1:0 (1:0)                                        | | |                          |
| Zuschauer: 6.000                                           | | |                          |
| Schiedsrichter: Klaus Ohmsen (Hamburg)                     | | |                          |